# Марсабіт (національний парк)

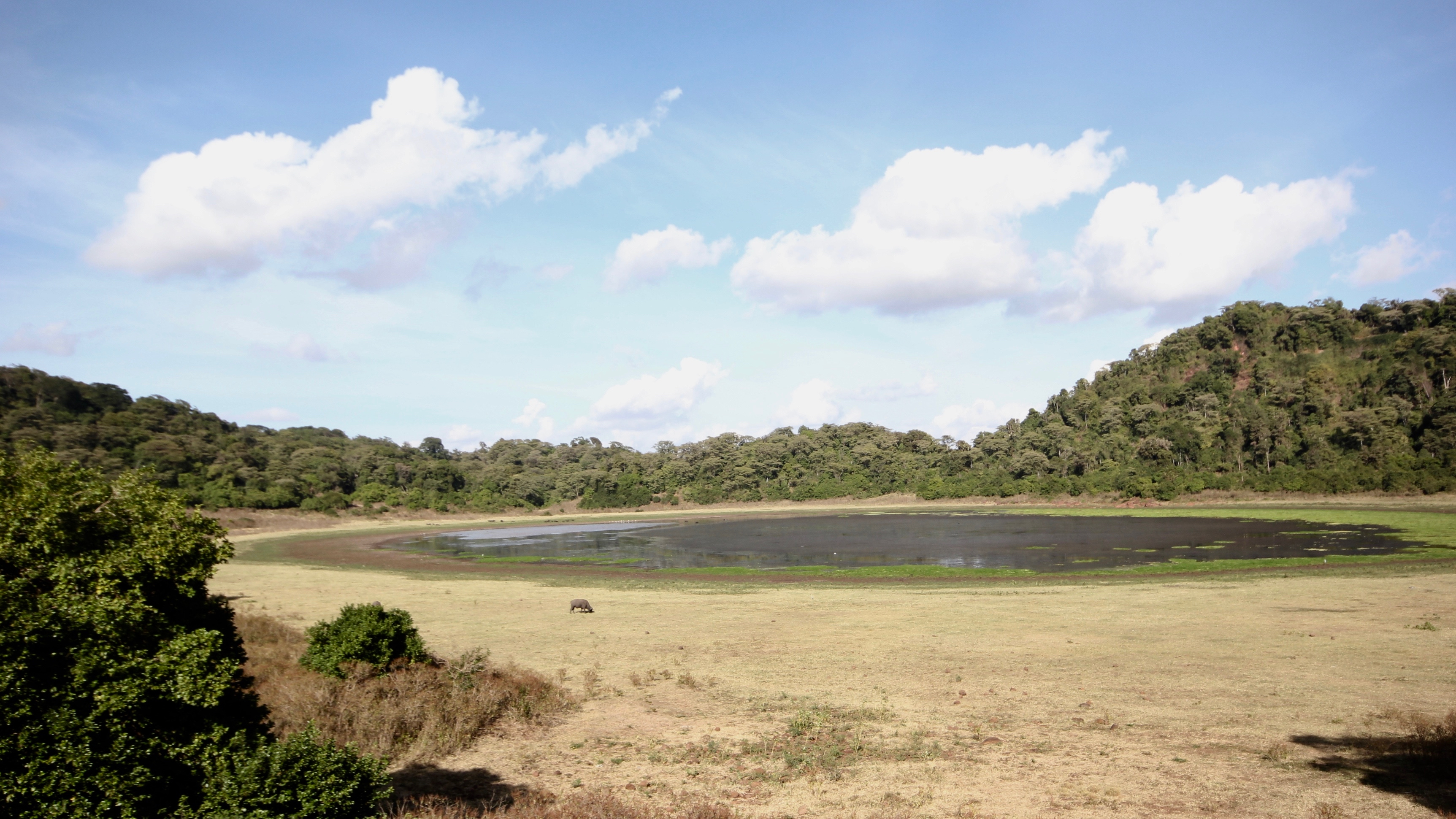
Райське озеро

Національний парк Марсабіт — національний парк і природний заповідник, розташований на горі Марсабіт на півночі Кенії, поблизу міста Марсабіт. Знаходиться за 560 км на північ від Найробі в окрузі Марсабіт. Заповідник відомий своєю популяцією зебр і великим пташиним різноманіттям.

## Географія
У цьому районі є кілька кратерів згаслих вулканів, які вкриті лісами. Найвідоміший з них — кратер під назвою Гоф Редо, розташований приблизно у п'яти кілометрах на північ від найближчого міста Марсабіт на розвилці доріг на Мояле і Північний Хорр.

## Флора і фауна
У парку живуть зебри, слони, леви, жирафи, буйволи, чорно-білі колобуси, блакитні мавпи, бушбоки, антилопи суні та леопарди. Всього в парку налічується близько 350 видів птахів, з яких 52 є хижими. Скелі в північній частині Райського озера, в Гоф Сокорте Гурда, є домівкою для багатьох птахів, у тому числі плямистих сипів, сапсанів, плямистогрудих канюків, чорних шулік і орланів-крикунів. В озері водяться такі качки, як великі чирянки, червоноокі черні та чирянки, а також африканські лиски, молотоголови, ібіси, руді чаплі та африканські лелеки-тантали. На нижніх, порослих лісом та чагарниками схилах парку, мешкають популяції павіанів-анубісів, верветок, газелей Гранта, бейз, смугастих гієн, каракалів і земляних вовків.
По дорозі на південь від гори Марсабіт до скелястих рівнин Шаба росте багато фікусів у лісі на вершині гори, яка різко контрастує з дорогою, навколо якої ростуть низькі акації з пласкими кронами. У цій місцевості живуть магалі-снувальникв, яких можна впізнати за їхніми акуратнішими гніздами; інші магалі з більш прихованими гніздами; і білочереві галасники.
У 1970-х роках парк прославився тим, що там жили слони з найдовшими бивнями у світі. Один слон на ім'я Ахмед перебував під постійним наглядом, і коли він помер, його бивні важили понад 300 кг.